# Vela nos Jogos Olímpicos de Verão de 1900 - Classe aberta
As provas da classe aberta da vela nos Jogos Olímpicos de Verão de 1900 ocorreram em 20 de maio daquele ano em Meulan. Todas as embarcações destinadas a competir em outras regatas do programa Meulan deveriam competir no Concours d'Honneur (classe aberta). Cerca de setenta e oito marinheiros, em cerca de quarenta e sete barcos, de seis nações competiram. Apenas sete barcos chegaram ao final a tempo.

## Calendário
| ● | competição de Meulan | ● | competição de Le Havre |

| 1900                      | Maio   | Maio   | Maio   | Maio   | Maio   | Maio   | Maio   | Maio   | Agosto | Agosto | Agosto | Agosto | Agosto | Agosto |
| 1900                      | 20 Dom | 21 Seg | 22 Ter | 23 Qua | 24 Qui | 25 Sex | 26 Sáb | 27 Qui | 1 Sex  | 2 Sáb  | 3 Dom  | 4 Seg  | 5 Ter  | 6 Qua  |
| ------------------------- | ------ | ------ | ------ | ------ | ------ | ------ | ------ | ------ | ------ | ------ | ------ | ------ | ------ | ------ |
| 1 a 2 toneladas           | ●      |        |        |        |        |        |        |        |        |        |        |        |        |        |
| Total de medalhas de ouro | 1      |        |        |        |        |        |        |        |        |        |        |        |        |        |

## Configuração do curso
Este foi o percurso utilizado para a disputa em classe aberta. A corrida foi problemática devido à quase total ausência de vento.

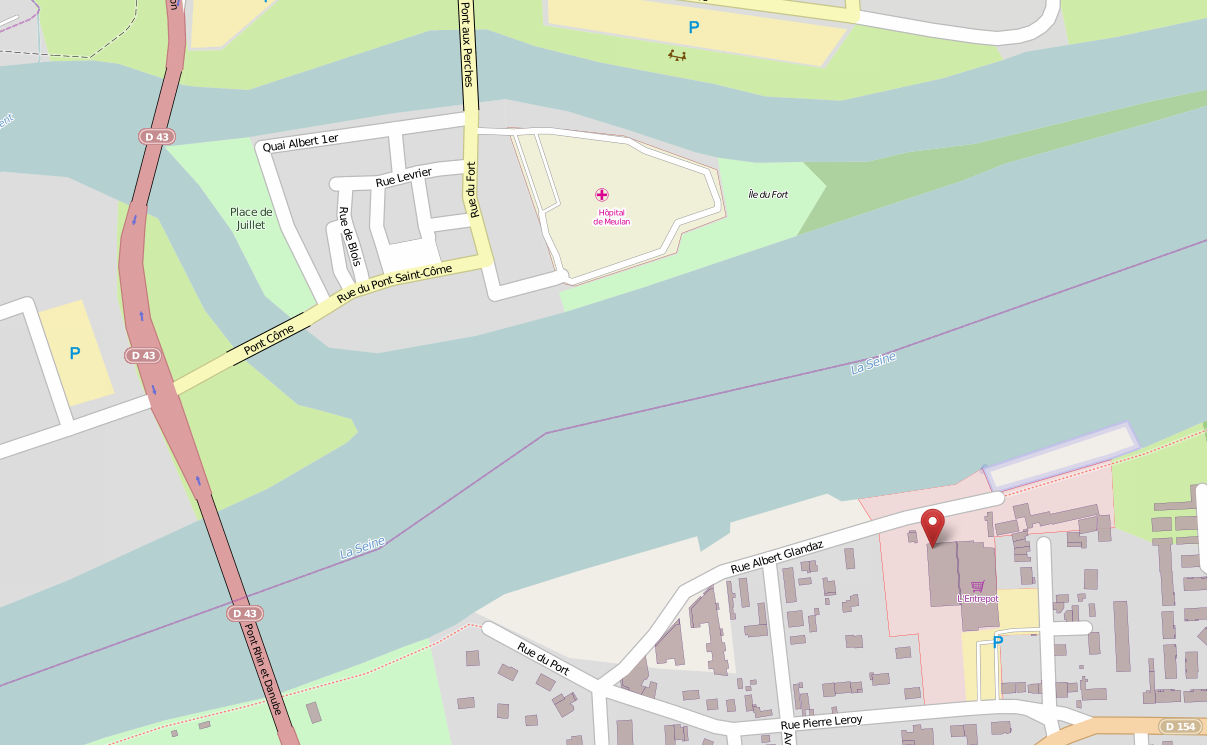
Área do curso

## Medalhistas
A equipe britânica Lorne Currie, John Gretton, Linton Hope e Algernon Maudslay consagrou-se como campeã. Os alemães Paul Wiesner, Georg Naue, Heinrich Peters e Ottokar Weise ficaram com a prata, e o bronze foi conquistado pelo francês Émile Michelet.
|  | GBR Grã-Bretanha                                        |  | GER Alemanha                                          |  | FRA França     |
|  | Lorne Currie John Gretton Linton Hope Algernon Maudslay |  | Paul Wiesner Georg Naue Heinrich Peters Ottokar Weise |  | Émile Michelet |

## Resultados
Estes foram os resultados da competição:
| Pos.              | Embarcação     | Tripulantes                                                            | CON            | Tempo        |
| ----------------- | -------------- | ---------------------------------------------------------------------- | -------------- | ------------ |
| Medalha de ouro   | Scotia         | Lorne Currie John Gretton Linton Hope                                  | Reino Unido    | 5h 56' 17"   |
| Medalha de prata  | Aschenbrödel   | Georg Naue Heinrich Peters Ottokar Weise Paul Wiesner                  | Alemanha       | 5h 58' 17"   |
| Medalha de bronze | Turquoise      | Émile Michelet                                                         | França         | 6h 12' 12"   |
| 4                 | Fantlet        | Émile Sacré                                                            | França         | 7h 04' 08"   |
| 5                 | Pierre et Jean | Jean de Constant                                                       | França         | desconhecido |
| —                 | Marthe         | Auguste Albert Albert Duval Charles Hugo François Vilamitjana          | França         | DNF          |
| —                 | Crabe II       | Jacques Baudrier Félix Marcotte William Martin Jules Valton            | França         | DNF          |
| —                 | Ollé           | Frédéric Blanchy (FRA) William Exshaw (GBR) Jacques Le Lavasseur (FRA) | Equipe mista   | DNF          |
| —                 | Sidi-Fekkar    | Pierre de Boulogne Jonet-Pastré Pottier                                | França         | DNF          |
| —                 | Crocodile      | Jean Le Bret                                                           | França         | DNF          |
| —                 | Sarcelle       | Gaston Cailleux Henri Monnot Léon Tellier                              | França         | DNF          |
| —                 | Crabe I        | Jean de Chabannes                                                      | França         | DNF          |
| —                 | Quand-Même     | Jean Charcot Robert Linzeler                                           | França         | DNF          |
| —                 | Gwendoline     | de Cottignon Émile Jean-Fontaine Ferdinand Schlatter                   | França         | DNF          |
| —                 | Tornade        | Paul Couture                                                           | França         | DNF          |
| —                 | Hébé           | Maxime Desonches                                                       | França         | DNF          |
| —                 | Mignon         | Auguste Donny                                                          | França         | DNF          |
| —                 | Favorite       | Jacques Doucet Auguste Godinet Henri Mialaret Léon Susse               | França         | DNF          |
| —                 | Gitana         | A. Dubois J. Dubois Maurice Gufflet Robert Gufflet Charles Guiraist    | França         | DNF          |
| —                 | Galopin        | Dupland Letot                                                          | França         | DNF          |
| —                 | Baby           | Pierre Gervais                                                         | França         | DNF          |
| —                 | Fémur          | Gilardonifra                                                           | França         | DNF          |
| —                 | Colette        | Albert Glandaz                                                         | França         | DNF          |
| —                 | Mascotte       | Chris Hooijkaas Henri Smulders Arie van der Velden                     | Países Baixos  | DNF          |
| —                 | Amulet         | Eugène Laverne Henri Laverne                                           | França         | DNF          |
| —                 | Alcyon         | Lecointre                                                              | França         | DNF          |
| —                 | Suzon IV       | Legru                                                                  | França         | DNF          |
| —                 | Mascaret       | Leroy                                                                  | França         | DNF          |
| —                 | Frimousse      | H. MacHenry                                                            | Estados Unidos | DNF          |
| —                 | Gyp            | Henry Maingot                                                          | França         | DNF          |
| —                 | Jeannette      | de Malartic                                                            | França         | DNF          |
| —                 | Scamasaxe      | Marcel Meran                                                           | França         | DNF          |
| —                 | Ducky          | Marcel Moisand                                                         | França         | DNF          |
| —                 | Souriceau      | Maurice Monnot                                                         | França         | DNF          |
| —                 | Marsouin       | Mousette                                                               | França         | DNF          |
| —                 | Demi-Mondaine  | G. Pigeard                                                             | França         | DNF          |
| —                 | Lérina         | Bernard de Pourtalès Hélène de Pourtalès Hermann de Pourtalès          | Suíça          | DNF          |
| —                 | Verveine       | Rosevelt                                                               | França         | DNF          |
| —                 | Ariette        | Rossollin                                                              | França         | DNF          |
| —                 | Freia          | Warenhorst                                                             | França         | DNF          |
| —                 | Singy          | desconhecido                                                           | Estados Unidos | DNF          |
| —                 | Carabinier     | Louis-Auguste Dormeuil                                                 | França         | DQ           |
| —                 | Mamie          | Texier I Texier II                                                     | França         | DQ           |